# Logbuch

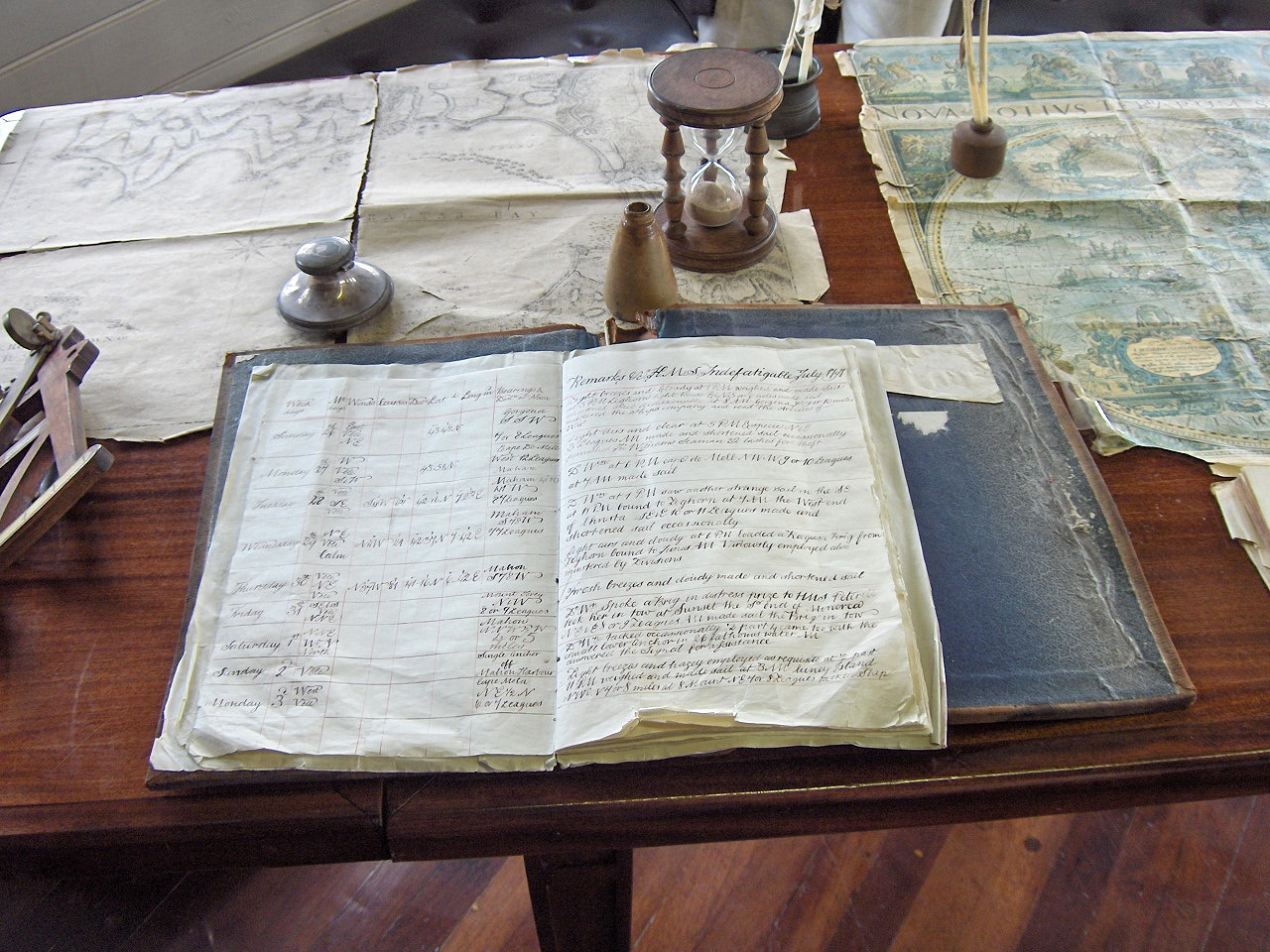
Historisches Logbuch der Fregatten-Replik Grand Turk

Ein Logbuch (abgeleitet von Log, auch Logge; engl. log = [ursprünglich] Holzklotz) ist eine in der Seefahrt übliche Form der Aufzeichnung und Archivierung der mithilfe des Logs gemessenen Fahrgeschwindigkeit, der Fahrt durchs Wasser, der mithilfe des Kurses und der Koppelnavigation daraus errechneten täglich zurückgelegten Fahrstrecke (Fahrt über Grund) sowie von täglichen Ereignissen und Vorgängen ähnlich einem Tagebuch oder Protokoll. Wie diese ist es chronologisch aufgebaut und nicht zur Veröffentlichung bestimmt. Im Gegensatz zu einem Tagebuch dient ein Logbuch grundsätzlich als Beweismittel und ist verbindlich, also nicht freiwillig, zu führen.
Einige Logbücher erlangten historische oder literarische Bedeutung wie etwa das Bordbuch des Christoph Kolumbus und auch das Logbuch der Bounty von Captain William Bligh.
Logbücher werden auch in anderen Bereichen verwendet, z. B. der Medizin, bei Betrieben oder Projekten.
Verwandt mit dem Logbuch sind die in der EDV verwendeten Loglisten oder Logdateien (Logfiles), bei denen vom laufenden Programm eine chronologisch fortlaufende Liste relevanter Informationen sowie von Warn- und Fehlermeldungen erzeugt wird. Art und Umfang werden dabei vom Programmierer oder Administrator festgelegt. Ebenfalls verwandt ist die Liste der Änderungen in einer neuen Version, das sogenannte Changelog.

## Schifffahrt

### Geschichtlicher Überblick
Ein Logbuch wurde unter Verantwortung des Kommandanten von den wachhabenden Offizieren auf den Kriegsschiffen, von den Steuerleuten und dem Schiffer auf Handelsschiffen geführt. In das Logbuch wird zunächst stündlich oder vierstündig (wachweise) alles auf die Seefahrt Bezughabende eingetragen und zwar: der gesteuerte Kurs, die durch das Log (woher das Buch auch seinen Namen hat) oder andere Messgeräte bestimmte Schiffsgeschwindigkeit, die Abtrift, bei Motorschiffen die Motorleistung (Fahrt) und Manöver mit der Maschine, bei Segelschiffen die Segelführung, Windrichtung und Stärke, Witterung, Bewölkung, Barometer- und Thermometerstand, ferner alle Peilungen.
Eintrag finden alle besonderen Ereignisse während der Wache, die durchgeführten seemännischen Arbeiten, besondere Witterungsvorgänge, das In- und Aussichtkommen von Land und Landmarken, die Signale des Flaggschiffs, wenn sich das Schiff in einem Geschwader befindet; das Anstecken der Positionslaternen, die Abgabe von Nebel- oder Notsignalen.
Mittags 12 Uhr wird das Besteck eingetragen sowie die Stromversetzung. Ebenso werden beim Einlaufen und Liegen im Hafen Einzelheiten zur Tätigkeit eines Lotsen, die Ankerverhältnisse im Hafen oder auf Reede, Wassertiefe, Ebbe- und Flutstrom notiert.
Aufnahme ins Logbuch finden auch alle Aktivitäten, welche sich aus dem Seezeremoniell ergeben (zum Beispiel Salute).
Andere Bezeichnungen sind Seetagebuch, Schiffstagebuch und Schiffsjournal.

### Einzutragende Ereignisse

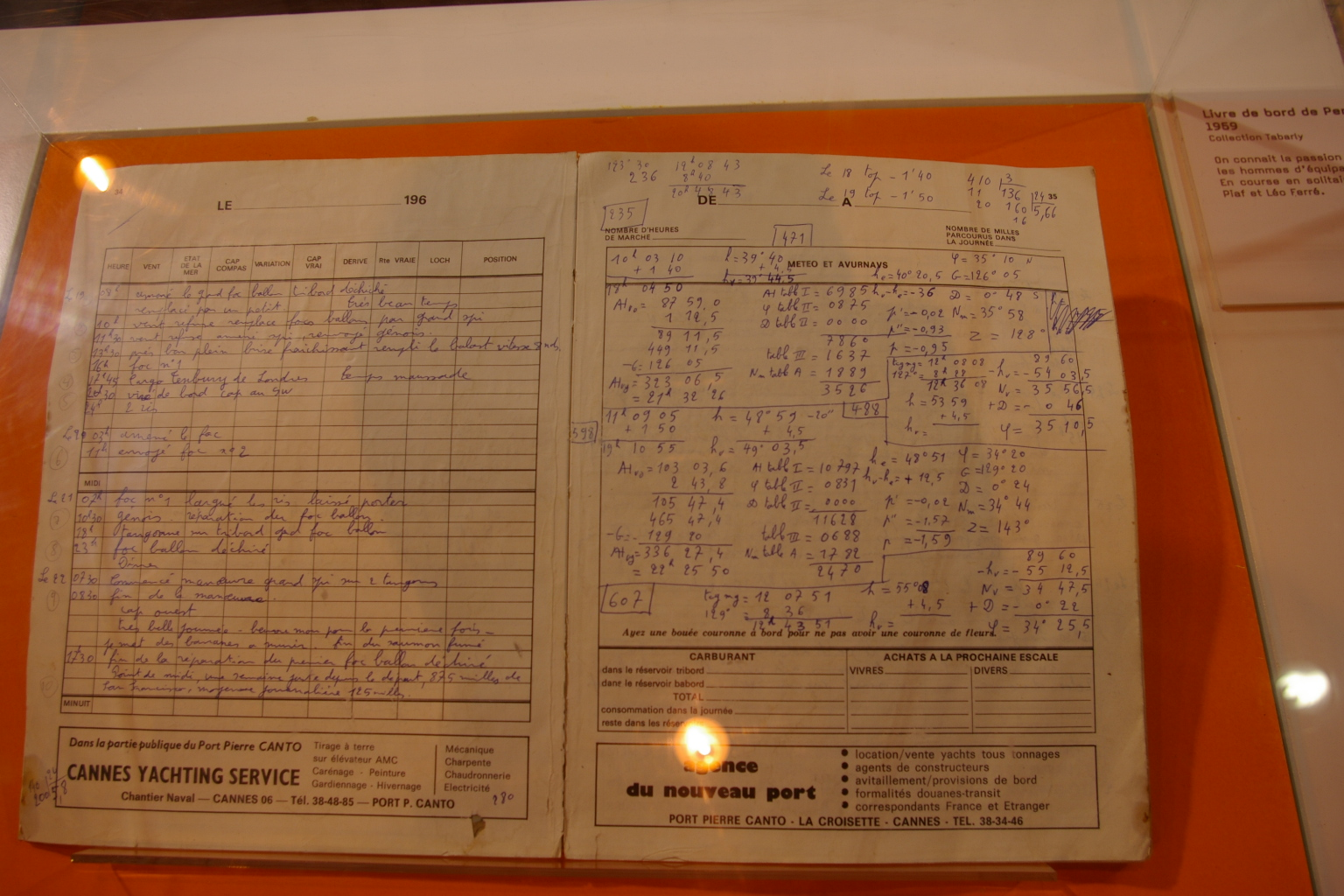
Logbuch von Éric Tabarlys Pazifiküberquerung 1969: Links vorgefertigte Spalten z. B. für Kurs, Logge usw. (weitgehend ignoriert, stattdessen wurden aktuelle Vorkommnisse notiert, z. B. „8 Uhr zerrissene große Steuerbordballonfock eingeholt / gegen eine kleine ausgetauscht / sehr gutes Wetter“); rechts ist Platz für Navigationsrechnungen, Warnnachrichten usw.

Ein Logbuch ist ein verbindliches, chronologisch zu führendes Buch, in welches alle wichtigen Ereignisse an Bord eines Schiffes eingetragen werden. Ein Logbuch kann von allen Personen einer Mannschaft geführt werden, sofern ein Mannschaftsmitglied einen eindeutigen Befehl zur Führung des Logbuches vom Schiffsführer bekommt. Der Schiffsführer trägt für das geführte Logbuch jedoch die volle Verantwortung und muss dieses unterzeichnen. In ein Logbuch sind folgende Dinge einzutragen:
- der gesteuerte Magnetkompass-Kurs.
- der tatsächliche Kurs über Grund. Dieser wird häufig über das GPS oder durch Peilen ermittelt.
- die durch das Log bestimmte Fahrt durch das Wasser.
- die Fahrt über Grund, welche heutzutage ebenfalls dem GPS entnommen wird.
- die Geschwindigkeit der Wasserströmung. Dies ist die Differenz von der Fahrt durch das Wasser und der Fahrt über Grund.
- die Abdrift, die durch die Richtung der Strömung verursacht wird.
- Je nach Seegebiet Angaben über Ebbe und Flut.
- Die Zeiten des Aus- und Einlaufens in einen Hafen.
- Die Namen der an Bord befindlichen Personen und jedwede Veränderung dazu. Diese Angaben sind besonders für den Ernstfall erforderlich, damit das Seefahrzeug ordnungsgemäß evakuiert werden kann.
- Alle Unfälle, die dem Fahrzeug und/oder den an Bord befindlichen Personen zustoßen.
- bei Fahrt unter Motor: Drehzahl in Umdrehungen pro Minute.
- sämtliche Manöver, egal ob diese unter Motor oder unter Segel stattfinden.
- bei Segelschiffen Hinweise zur Segelführung, Windrichtung und Stärke, Witterung, Bewölkung, Barometer- und Thermometerstand.
- Handschriftliches Protokoll des Wetterberichtes und der Wettervorhersagen.
- Abgabe von Nebel-Signalen.
- Verhalten bei Nebel- oder unsichtigem Wetter.
- Führen und Zeigen von Lichtern und Signalkörpern.
- Angaben über Ankern und Ankerlichten.
- Angaben über schleppen und geschleppt werden.
- Angaben zur Motorwartung, Betriebszeit, Kraftstoffverbrauch und Kraftstoffvorrat.
- Batterieverbrauch bei ausgeschaltetem Motor sowie die Batterieladezeit, Alter und Zustand der Bordbatterie.
- Zustand der elektronischen Navigationshilfen (beispielsweise die elektronischen Seekarten, das Radar und das GPS).
- Zustand der Signal- und Rettungsmittel wie z. B. die Positionsbeleuchtung, Notraketen, Handfackel etc.
- Alle Beobachtungen, die von allgemeinem Interesse für die Schifffahrt sein könnten. Damit sind zum Beispiel Veränderungen der See gemeint, die noch nicht kartografisch erfasst worden sind.
- die Durchführung der Sicherheitseinweisung
- wenn im Falle eines Seenotfalls das Schiff zur Hilfeleistung außerstande ist oder der Schiffsführer / für die Sicherheit Verantwortliche aufgrund besonderer Umstände die Hilfeleistung als unzumutbar oder unnötig erachtet, ist dies im Logbuch zu vermerken und der Such- und Rettungsdienst zu alarmieren (§ 2 Abs. 2 SeeFSicherV)

### Anforderungen an ein Logbuch
Durch die geforderte Verbindlichkeit eines Logbuches muss dieses zahlreiche Anforderungen erfüllen, da dieses ein Beweismittel darstellt:
- Sämtliche Eintragungen müssen wahrheitsgetreu sein.
- Schriftsegmente oder einzelne Blätter dürfen nicht entfernt werden.
- Sollte etwas durchgestrichen werden (auch der beste Schriftführer verschreibt sich ab und zu), so muss das Durchgestrichene leserlich bleiben.
- Sollte nachträglich etwas in ein Logbuch hinzugefügt werden, so ist dies eindeutig zu kennzeichnen.
- Ein Logbuch muss gemäß Norm ISO 12757-2 dokumentenecht geführt werden. Eine Webseite, wie beispielsweise ein Blog, erfüllt das Kriterium der Dokumentenechtheit grundsätzlich nicht.

### Zweck des Logbuches
Ein Logbuch ist ein schlichtes Beweismittel und dient zur Ermittlung einer etwaigen Havarie oder eines Unfalls bzw. zur Rekonstruktion eines Unfallhergangs. Außerdem dient es ggf. zur Schulung der Crew, da in ein Logbuch auch alle menschlich verursachten Fehler aufgenommen werden, so dass sich diese nach Möglichkeit nicht wiederholen.
Ein Logbuch kann unter Umständen auch der Rettung von Personen dienen: Die Rettungskräfte können sich durch das Logbuch über die Anzahl der an Bord befindlichen Personen und auch über den aktuellen Zustand des Schiffes informieren. Dies ist insbesondere bei kleineren Booten der Fall.

### Seeschifffahrt – Deutschland
Die gesetzlichen Regelungen in Deutschland zur Führung von Seetagebüchern, dazu zählen Schiffstagebücher und Maschinentagebücher, unterscheiden nicht zwischen gewerblicher Schifffahrt, Kauffahrteischifffahrt und Sportschifffahrt, sondern gelten für alle Seeschiffe, die berechtigt sind, die deutsche Flagge zu führen. Unterschieden wird jedoch zwischen solchen Schiffen, die zwingend ins Schiffsregister einzutragen sind und solchen, die nicht eintragungspflichtig sind. Für nicht eintragungspflichtige Schiffe entfallen eine Reihe von Einzelvorschriften. Da die Eintragungspflicht bei einer Schiffslänge von 15 m beginnt, gelten in der Praxis für die allermeisten Sportboote deutlich geringere Anforderungen an das Führen von Schiffstagebüchern als für die Großschifffahrt.
Detaillierte Regelungen zur Führung von Schiffstagebüchern enthält die Anlage 1, B.II der Schiffssicherheitsverordnung. Weitere Regelungen dazu finden sich im Schiffssicherheitsgesetz und der Verordnung über die Sicherung der Seefahrt.
Alle Seetagebücher sind ab dem Tag der letzten Eintragung für die Dauer von drei Jahren aufzubewahren.
Auf Seeschiffen unter deutscher Flagge können elektronische Tagebücher genutzt werden. Für deren Zulassung ist die Dienststelle Schiffssicherheit der BG Verkehr zuständig.
In der Sportschifffahrt weit verbreitet sind heutzutage sogenannte Onlinelogbücher von Schiffen auf großer und kleiner Fahrt (bevorzugt Weltumsegelungen und Hochsee- bzw. Blauwasserreisen). Diese werden – von hoher See aus – meist via Kurzwellenfunk/Pactor oder Satellitentelefonie online gestellt. Blogs und Internetseiten sind jedoch nicht dokumentenecht und somit nicht als Beweismittel zulässig.

### Binnenschifffahrt – Deutschland
Bei Binnenschiffen tritt an die Stelle von Schiffstagebuch und Maschinentagebuch wahlweise das Bordbuch und das Fahrtenbuch.

## Gerätetauchsport

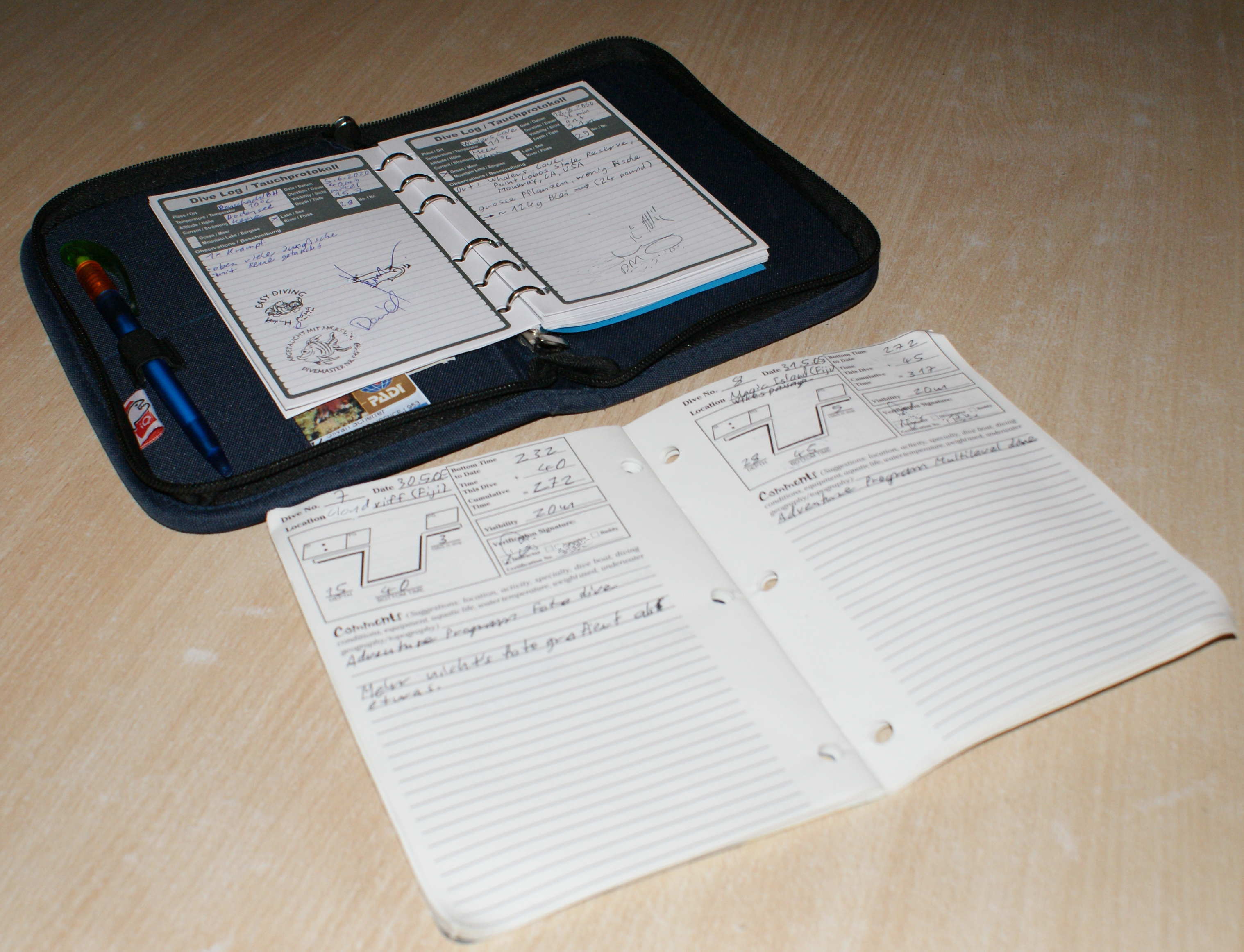
Zwei unterschiedliche Taucherlogbücher

Die meisten Gerätetaucher führen ein Logbuch, in dem sie jeden Tauchgang eintragen. Damit lässt sich die Erfahrung eines Tauchers leicht nachvollziehen. Ein gut geführtes Taucher-Logbuch enthält deshalb Details wie die Tauchtiefe, Temperatur, Tauchzeit, Ausrüstung und besondere Ereignisse oder Beobachtungen. Auf vielen Tauchbasen wird bei der Anmeldung das Logbuch angeschaut. Gleiches gilt für Anmeldungen zu Tauchkursen. Ist es schlecht geführt oder wirft es Fragen auf, so kann dies zur Abweisung des Tauchers führen. Weiter ist es üblich, dass Tauchpartner (Buddy) oder ganze Gruppen, die zusammen einen Tauchgang absolviert haben, sich gegenseitig die Logbuch-Einträge unterschreiben oder mit individuellen Stempeln abstempeln. Tauchlogbücher gibt es in verschiedenen Größen und mit unterschiedlichen Layouts zu kaufen.
Normalerweise verfügen Tauchcomputerhersteller über ihre eigene Software zum Anzeigen und Analysieren protokollierter Tauchgänge, es gibt jedoch auch Open-Source-Versionen. Subsurface ist eine kostenlose Open-Source-Tauchprotokollsoftware von Linus Torvalds, die mit herunterladbaren Daten von Tauchcomputern verschiedener Hersteller kompatibel ist.

## Luftfahrt
In der Luftfahrt muss jeder einzelne Pilot ein Flugbuch (engl. Flight Logbook) führen, um seine Flugstunden nachzuweisen. Im Hauptflugbuch werden die Flugbewegungen an einem Flugplatz dokumentiert.
Ähnlich wie in der Schifffahrt, wo zu jedem Schiff ein Logbuch gehört, wird auch für jedes Flugzeug ein Bordbuch geführt.

## Medizin

### In Deutschland
In der Medizin werden Logbücher im Rahmen der ärztlichen Weiterbildung seit Mai 2003 (106. Ärztetag, Novellierung der Muster-Weiterbildungsordnung) eingesetzt. Es werden standardisierte (Muster-)Logbücher von den Landesärztekammern für jedes Fachgebiet angeboten. Sie stellen ein Hilfsmittel zur Dokumentation des Standes der Weiterbildung, der fortlaufenden Dokumentation der Weiterbildungsinhalte sowie der mindestens einmal jährlich zwischen Weiterbilder und Arzt in Weiterbildung zu führenden Personalgespräche (§ 8 MWBO) dar.
Zur Erlangung der Facharztkompetenz in den verschiedenen Fachgebieten werden darüber hinaus Logbücher von den entsprechenden Medizinischen Fachgesellschaften herausgegeben. Dies gilt neben der Chirurgie u. a. für die Urologie. Einer der ersten Fachbereiche, der die neuen Vorgaben der Weiterbildungsordnung bundesweit strukturiert umzusetzen versucht, ist die Urologie: Für die urologische Weiterbildung wird das gemeinsame Logbuch urologische Weiterbildung aller urologischen Fachgesellschaften (GeSRU, DGU, BDU und AK Ltd. Krhs-Ärzte) angeboten. Auf Ebene der urologischen Fachgesellschaften strukturiert dieses Logbuch die Vorgaben der Ärztekammern fachspezifisch durch die Vorgabe eines (Muster-)Weiterbildungscurriculums zur modularen, abschnittsweisen Ableistung der Weiterbildungsinhalte. Zudem werden die Inhalte des Weiterbildungsgesprächs über eine curriculare Kopplung definiert. Das duale Konzept des Logbuchs urologische Weiterbildung impliziert neben einer Druckversion auch eine elektronische Version. Basierend auf der Dokumentationssoftware WDoku wurde das Logbuch der Ärztekammern im Programm durch die Formulare des Logbuchs urologische Weiterbildung ersetzt.
Im Bereich der Maritimen Medizin sind Schiffsärzte oder die für die medizinische Betreuung an Bord zuständigen Schiffsoffiziere verpflichtet, Krankenbücher und Betäubungsmittelbücher zu führen. Auf Kauffahrteischiffen unter deutscher Flagge sind diese medizinischen Tagebücher Teil der vorgeschriebenen medizinischen Ausstattung (§ 107 Abs. 2 Satz 2 Nr. 2 SeeArbG), die als Stand der medizinischen Erkenntnisse gemäß § 108 Abs. 2 SeeArbG im Verkehrsblatt oder im Bundesanzeiger bekanntgegeben wird.

### In Österreich
Auch in Österreich werden Logbücher zur Erfassung der medizinischen Aus- und Weiterbildung eingesetzt:
Im Bereich der Kinder- und Jugendchirurgie wird im – allerdings noch nicht verbindlichen – Österreichischen Strukturplan Gesundheit 2006 (ÖSG 2006) das Führen eines Logbuchs über alle Kinder-Anästhesien an unter 6-Jährigen gefordert.
Im Bereich der studentischen Medizin-Ausbildung wird im österreichischen Universitäts-Studiengesetz ein Nachweis der Famulaturzeiten und Famulaturinhalte verlangt. Dieser Nachweis wird durch ein von den Studierenden geführtes und von den Ausbildungsverantwortlichen bestätigtes Logbuch erfüllt.

## Funkverkehr
Öffentliche Funkdienste sind zum Führen eines Logbuches verpflichtet. Im Logbuch werden dabei mindestens Datum, Zeit, Frequenz, Modulationsart und eine kurze Empfangsbeurteilung der Verbindung festgehalten. Lizenzierte Funkamateure können von der Bundesnetzagentur zum Führen eines Logbuches verpflichtet werden, um beispielsweise der Ursache von Funkstörungen auf den Grund zu gehen. Bei den BOS spricht man hier vom Funktagebuch oder funktechnischen Betriebsbuch.

## Betriebsprotokoll
Der Begriff Logbuch wird auch in anderen Bereichen verwendet, wo Betriebsprotokolle oder chronologisch fortlaufende Aufzeichnungen geführt werden, zum Beispiel Weblogs oder Changelogs.
Logbücher (im Sinne von Betriebsprotokollen) sind weit verbreitet, besonders für komplexe Anlagen und Maschinen, wie z. B. Kernkraftwerke oder Teilchenbeschleuniger. Es werden immer mehr computergestützte Logbücher (elektronische Logbücher) verwendet (siehe Logdatei).
Die Programmiererin Grace Hopper schrieb 1945 während der Arbeiten am Mark I in ihr Logbuch: „First actual case of a bug being found“, nachdem eine Motte zu dem Ausfall eines Relais des Computers geführt hatte.

## Militär
Im militärischen Sprachgebrauch wird eine Serie von offiziellen und rechtlich bindenden Dokumenten als Logbuch bezeichnet. Die Dokumente sind gewöhnlich nach dem Datum sortiert. Jedes Dokument ist mit einer Zeitangabe bzw. einer wichtigen Aktion versehen. Bei Veranstaltungen mit Munitionsverschuss wird eine Schießkladde geführt.

## Geocaching
Beim Geocaching befindet sich in jedem Cache ein Logbuch, in dem sich die Finder mit Nickname und Datum eintragen (die Uhrzeit ist fakultativ). Ebenso können bei Bedarf allgemeine Bemerkungen sowie Hinweise auf getauschte Gegenstände oder entnommene bzw. abgelegte Geocoins und Travelbugs in das Logbuch geschrieben werden. Je nach Größe des Caches kann es sich um ein „echtes“ Buch oder auch nur um einen einfachen Papierstreifen handeln. Parallel dazu existiert immer auch ein Online-Logbuch im Internet.